# Fabrique de faux du Foultier
La fabrique de faux du Foultier est une ancienne usine devenue un musée situé en France sur la commune de Pont-Salomon, dans la région Auvergne-Rhône-Alpes.

## Localisation
L'ancienne usine est située dans le département français de la Haute-Loire, sur la commune de Pont-Salomon, dans l'ancienne région administrative d'Auvergne.

## Historique
Cette usine fait partie du complexe initial des ateliers de platinerie et d'étirage érigés par la société Dorian-Holtzer Jackson & Cie. La construction de l'usine débute dans les années 1840, et vers 1856, la production est lancée. L'activité cesse aux alentours de 1983. La plupart des logements sont édifiés vers 1860, comprenant les maisons Gessant (agrandie vers 1900), Hollwarth et le Cercle (ancien lieu de réunion des ouvriers). La maison Thollet voit le jour vers 1870, la Gendarmerie (logements des contremaîtres et des employés de bureau) vers 1928, et la Préfecture vers 1938. La maison Massenet existe préalablement à l'acquisition du site. Cinq roues hydrauliques verticales à augets demeurent : trois d'entre elles actionnaient deux marteaux chacune, une alimentait une soufflerie, et la dernière entraînait un poste d'aiguisage. Un moteur électrique est intégré vers 1920. L'électricité était initialement fournie par les centrales de la société jusqu'en 1956, puis elle a été achetée. Un fonds d'archives privées est disponible.

## Valorisation du patrimoine
Le musée de la faulx, géré par les membres bénévoles de l'association, est ouvert au public. Il offre la possibilité de découvrir une série de martinets (marteaux hydrauliques) en action, ainsi que l'ensemble du mobilier industriel associé. En plus de ses collections de lames de faux, le musée a pour mission de présenter la vie ouvrière du début du XXe siècle. Une salle de classe est accessible aux visiteurs, et il est prévu de compléter l'exposition par la reconstitution d'un logement ouvrier.

## Protection
La fabrique est inscrite au titre des monuments historiques par arrêté du 19 mai 2003.